# 默茨
默茨是奥地利蒂罗尔州伊姆斯特县的一个市镇。总面积5.86平方公里，总人口1226人，人口密度209.2人/平方公里（2005年）。